# ジョンソン・エンド・ジョンソンCOVID-19ワクチン
ジョンソン・エンド・ジョンソンCOVID-19ワクチン（販売名: ジェコビデン筋注）は、米国企業ジョンソン・エンド・ジョンソン（J&J）のオランダ法人であるヤンセン・ワクチンズ社と、マサチューセッツ州ボストンに本社を置くベス・イスラエル・ディーコネス医療センター（BIDMC）が開発したCOVID-19ワクチン。ヒトアデノウイルスをウイルスベクターとして利用する。本剤は Ad26.COV2.S とも呼ばれる。
2021年1月29日、ヤンセンは、1回の投与で症候性COVID-19の予防効果が66%、重症COVID-19の予防効果が85%であることを発表した。このワクチンは、-20℃（-4°F）で2年間の推定時間枠で安定した状態を保つことができる。さらに、2〜8℃（36〜46°F）の温度の冷蔵庫で少なくとも3か月間保存できる。未穿刺バイアルは、9〜25℃（48〜77°F）で最大12時間保存できる。

## 概要
ジョンソン・エンド・ジョンソンCOVID-19ワクチンは、SARSコロナウイルス2（SARS-CoV-2）スパイク(S)タンパク質を安定化されたコンフォメーションで発現する複製不能な組換えアデノウイルス26型（Ad26）ベクターで構成されている。ワクチンには、次の不活性成分も含まれている： クエン酸一水和物、クエン酸三ナトリウム二水和物、エタノール、2-ヒドロキシプロピル-β-シクロデキストリン（HBCD）、ポリソルベート80、塩化ナトリウム、水酸化ナトリウム、および塩酸。

## 特徴
ジョンソン・エンド・ジョンソンCOVID-19ワクチンは、標準的な冷蔵庫では数か月間、標準的な冷凍庫では最大2年間使用可能な状態を保つことができる。米国食品医薬品局（FDA）から緊急使用許可（EUA）を取得したファイザー-バイオンテックCOVID-19ワクチンやモデルナCOVID-19ワクチンとは異なり、ジョンソン・エンド・ジョンソンCOVID-19ワクチンは、2回に分けて投与するのではなく、1回分の用量で投与され、そして冷凍保存する必要がない。

## 開発
ジョンソン・エンド・ジョンソン社は、米国保健福祉省（HHS）の米国生物医学先端研究開発局 （BARDA）事前準備・対応担当次官補局（ASPR）との提携により、非営利のCOVID-19ワクチンの開発に向けて10億米ドル以上の資金を投入した。J&Jは、同社のワクチンプロジェクトは「これを実現するために世界のあらゆる協力関係を見つけるための最速かつ最良の方法」と考えているため、「非営利レベル」でのプロジェクトとなると述べた。
ヤンセン・ワクチンズ社は、ベス・イスラエル・ディーコネス・メディカル・センター（BIDMC）と提携し、エボラワクチンの製造に使用されたのと同じ技術に基づくワクチン候補の開発を担当している。

### 臨床試験

#### 第I-II相試験
2020年6月、J&Jと米国国立アレルギー・感染症研究所（NIAID）は、2020年9月にJ&Jワクチンの臨床試験を開始する意向を確認し、7月後半から加速的に第I/IIa相ヒト臨床試験を開始する可能性があることを明らかにした。
第I/IIa相臨床試験は、2020年7月15日に最初の被験者を募集を開始し、ベルギーと米国で参加者を登録した。第I/IIa相臨床試験の中間結果により、Ad26.COV2.S.の安全性、反応源性、免疫原性が確立された。

#### 第III相試験
ENSEMBLEと呼ばれる第III相臨床試験は、2020年9月に登録を開始し、2020年12月17日に登録を完了した。本試験は、18歳以上の成人を対象に、単回投与ワクチンとプラセボを比較した安全性と有効性を評価することを目的とした無作為化二重盲検プラセボ対照臨床試験として設計された。試験参加者は、初日にAd26.COV2.Sを5×1010個のウイルス粒子量で単回筋肉内注射を受けた。2020年10月12日にボランティアが発病したため試験は一時中断されたが、同社はワクチンが発病の原因となったという証拠は見つからなかったとし、2020年10月23日に試験を再開すると発表した。2021年1月29日、ヤンセンはENSEMBLE試験データの中間分析による安全性と有効性のデータを発表し、全ボランティアを対象としたワクチン接種後28日目の時点で、中等度および重度のCOVID-19の複合エンドポイントの予防に66％の効果があったことを示した。中間分析は、アルゼンチン、ブラジル、チリ、コロンビア、メキシコ、ペルー、南アフリカ、米国の成人ボランティア43,783人を対象とした、症候性COVID-19の468症例に基づいて行われた。ワクチン群ではCOVID-19に関連した死亡は報告されていないが、プラセボ群ではCOVID-19に関連した死亡が5例報告された。試験期間中、参加者にアナフィラキシーは観察されなかった。
2020年11月12日に、第III相臨床試験であるENSEMBLE 2の登録が開始された。ENSEMBLE 2は被験者がAd26.COV2.Sを1日目と57日目の2回、筋肉内注射（IM）を受ける点でENSEMBLEと異なる。

### 製造
2020年4月、J&Jはキャタレント社と提携し、キャタレント社のインディアナ州ブルーミントンの工場でJ&Jのワクチンの大規模製造を行うことになった。2020年7月、この提携はキャタレント社のイタリアのアナーニ工場にも拡大された。
2020年7月、J&Jは、同社のワクチンを最大3億用量まで米国に納入することを約束し、1億用量の前払いと、さらに2億用量の追加オプションを提供した。10億ドル以上の価値があるこの取引は、米国生物医学先端研究開発局（BARDA）と米国防総省が資金を提供する。この取引は8月5日に確認された。
2020年9月、グランドリバー・アセプティック・マニュファクチャリングは、ミシガン州グランドラピッズの工場で、技術移転および充填および仕上げ加工を含むワクチンの製造を支援することでJ&Jと合意した。
2020年12月には、J&Jとスペインの製薬会社Reig Jofre社との間で、Reig Jofre社のバルセロナ工場でワクチンを製造する契約を締結した。欧州医薬品庁（EMA）が2021年3月までにワクチンを承認すれば、J&Jは2021年4月からEU諸国へのワクチン供給を開始する可能性があると欧州連合（EU）の規制当局は述べている。
2020年8月、J&Jは、米国連邦政府と10億米ドルの契約を締結し、米国食品医薬品局（FDA）がワクチンの承認または緊急使用許可（EUA）を取得した後、米国に1億用量のワクチンを納入することに合意した。米国政府との契約では、J&Jは、2021年2月末までに1,200万用量、2021年4月末までに6,000万用量以上、2021年6月末までに1億用量以上の生産を目標としていた。しかし、2021年1月、J&Jは製造の遅れにより、2月末までに米国に1,200万用量を納入するという契約を達成できない可能性が高いことを認めた。しかし、2021年2月下旬、同社幹部の議会証言では、同社が3月末までに2,000万用量を米国政府に、2021年上半期には1億用量を納入できる可能性があると述べた。
2021年2月、サノフィとJ&Jは、サノフィがフランスのマルシー・レトワールの工場でサポートとインフラを提供し、J&Jのワクチンが認可された後、月産約1,200万用量のワクチンを製造するという契約を締結した。

### 規制当局の承認手続き

#### 欧州
2020年12月1日より、本ワクチン候補の臨床試験は、欧州医薬品庁（EMA）のヒト用医薬品委員会による「逐次審査（ローリングレビュー）」プロセスを経ており、EMAによる条件付き市販承認申請の検討を迅速化するためのステップとなっている。2021年2月16日、ヤンセンはEMAに条件付き販売承認申請を実施した。

#### 米国
2021年2月4日、ヤンセン・バイオテックは米国食品医薬品局（FDA）にEUAを申請し、FDAは2月26日にワクチンならびに関連の生物製剤に関する諮問委員会（VRBPAC）を開催し、申請内容を検討すると発表した。J&Jは、承認後すぐにワクチンを出荷する予定であることを発表した。2月24日、VRBPACの開催に先立ち、ヤンセンとFDAから概要文書が発行された。FDA文書では、臨床試験の結果と安全性データがCOVID-19ワクチンに関するFDAのEUAガイダンスと一致しているとの結論に基づき、EUAの承認を推奨している。2月26日の会議で、VRBPACは全会一致（22-0）でワクチンのEUAの発行を勧告した。翌日、FDAは、ワクチンのEUAを承認した。

#### その他
2021年2月11日、セントビンセント・グレナディーンは、J&Jのワクチンのほか、モデルナワクチン、ファイザー-バイオンテックワクチン、スプートニクVワクチン、オックスフォード-アストラゼネカワクチンのEUAを発行した。
2020年12月、J&Jは、GAVIワクチンアライアンスとCOVAXファシリティの支援で原則的合意した。2021年2月19日、J&Jは、COVAXに参加するための要件である世界保健機関の緊急使用リスト（EUL、Emergency Use Listing）のための正式な申請書とデータパッケージを世界保健機関（WHO）に提出した。J&Jは、2022年までにCOVAXに最大5億用量の提供を見込んでいる。
2021年2月25日、バーレーンは緊急使用のためのワクチンを承認した。
2021年2月26日、韓国食品医薬品安全処は、J&Jの韓国でのワクチン承認申請の審査を開始した。
2020年11月下旬、J&Jはカナダ保健省に同社のワクチンの承認を求める逐次審査申請書を提出した。カナダ政府はJ&Jに1,000万用量を発注しており、最大2,800万用量までの追加購入オプションがあり、2021年2月現在、カナダ保健省はワクチンの審査を行っている。
2021年5月24日、J&Jは日本の厚生労働省に対し、日本国内でのワクチン承認申請の製造販売承認を申請したと発表。

### 接種の中断勧告
2021年4月13日、アメリカ疾病対策センターとアメリカ食品医薬品局は、J&Jのワクチンについて接種を一時中止するよう勧告した。接種した50歳以下の女性6人に血栓が生じる事例が報告されたことを受けての措置。

### 副反応に関する警告
アメリカ食品医薬品局は、J&Jのワクチンについて接種後6週間にギラン・バレー症候群の発症リスクが高まるとして警告を発している。約1280万人への接種で100件の発症例の暫定報告があり、うち95件が入院を必要とする重篤例で、死亡例も1件あったという。

## 展開と影響
ジョンソン・エンド・ジョンソン・ワクチンは単回投与であり、コストが低いことを考えると、低・中所得国で重要な役割を果たすことが期待される。ファイザーやモデルナのCOVID-19ワクチンに比べてコストが低く、保管や流通に必要な要件が少ないことから、ジョンソン・エンド・ジョンソン・ワクチンは、輸送、保管、投与がより容易になる。南アフリカのZweli Mkhize保健相は、2021年2月9日、同国が保有するアストラゼネカ社の100万回分のワクチンを売却または交換すると発表した。これにより、南アフリカは、2021年2月17日にジョンソン・エンド・ジョンソン社のワクチンを使用したワクチン接種を開始し、臨床試験以外での初めての使用となった。

## 参照項目
- アデノウイルスのベクターとしての利用 (英語版)